# Cladosporium antillanum
Cladosporium antillanum är en svampart som beskrevs av R.F. Castañeda 1987. Cladosporium antillanum ingår i släktet Cladosporium och familjen Davidiellaceae.   Inga underarter finns listade i Catalogue of Life.